# Melissano
Melissano (Milissanu in dialetto salentino) è un comune italiano di 6 562 abitanti della provincia di Lecce in Puglia.
Situato nel versante occidentale del basso Salento, è un importante centro per la produzione di vino e uva da tavola; a livello industriale fa parte del polo calzaturiero di Casarano. Dal 2003 si fregia del titolo di città.

## Geografia fisica

### Territorio
Il comune di Melissano presenta una morfologia pianeggiante ed è compreso tra i 46 e i 59 metri sul livello del mare. L'intero abitato è situato geologicamente sullo zoccolo calcaritico detto Calcare di Melissano. La natura carsica del territorio favorisce la creazione di lunghi fiumi sotterranei che alimentano le falde acquifere; talvolta l'affioramento della falda freatica superficiale forma piccoli bacini idrici come nel caso del laghetto Cellini situato nella parte settentrionale del territorio comunale. Occupa una superficie di 12,42 km² nella parte sud-occidentale della penisola salentina. Confina a nord con il comune di Matino, a est con il comune di Casarano, a sud con il comune di Ugento, a ovest con i comuni di Taviano e Racale.
- Classificazione sismica: zona 4 (sismicità molto bassa), Ordinanza PCM n. 3274 del 20/03/2003

### Clima
Dal punto di vista meteorologico Melissano rientra nel territorio del basso Salento che presenta un clima prettamente mediterraneo, con inverni miti ed estati caldo umide. In base alle medie di riferimento, la temperatura media del mese più freddo, gennaio, si attesta attorno ai +9 °C, mentre quella del mese più caldo, agosto, si aggira sui +25,1 °C. Le precipitazioni medie annue, che si aggirano intorno ai 676 mm, presentano un minimo in primavera-estate ed un picco in autunno-inverno.
Facendo riferimento alla ventosità, i comuni del basso Salento risentono debolmente delle correnti occidentali grazie alla protezione determinata dalle serre salentine che creano un sistema a scudo. Al contrario le correnti autunnali e invernali da sud-est favoriscono l'incremento delle precipitazioni, in questo periodo, rispetto al resto della penisola.

## Origini del nome
Al pari di Melizzano in Campania, il toponimo potrebbe costituire un prediale derivante dal cognome latino Melitius con l'aggiunta del suffisso -anus che indica possesso; in questo caso il nome è un prediale (praedium Melitianus era la terra di Melitius).
Un'altra ipotesi, sostenuta dai ricercatori di toponimia Marinelli e Laporta, considera più probabile la derivazione etimologica dal nome latino di persona Melissus.
Il toponimo potrebbe anche derivare dal fatto che sul territorio di Melissano si coltivasse la melissa ("μέλισσα" in lingua Greca), una pianta erbacea spontanea molto ricercata dalle api. Questa teoria spiegherebbe anche la presenza di un'ape sullo stemma del paese.
In alternativa, il toponimo potrebbe derivare dalla presenza ovvero dal possesso (stante il suffisso -anus) di api e quindi, per estensione, dall'antica pratica dell'apicoltura, poiché μέλισσα (melissa) in greco vuol dire proprio ape. Infatti, da questa stessa radice deriverebbe anche il mestiere di melissaro, ossia l'apicoltore (cfr. anche il cognome Melissaris in Grecia, che vuol dire, appunto, apicoltore).
Un'altra tesi colloca l'origine della nascita del toponimo in epoca bizantina in seguito alla devastazione della città di Ugento nell'886 da parte dell'ex emiro di Bari, Sawdān. Il sovrano bizantino Basilio I, che decise di ripopolare l'area compresa tra Ugento e Gallipoli con coloni provenienti da Heraclea sul Ponto (da cui il nome di Racale), affrontò Sawdān con il supporto del generale Melissos (da cui il nome Melissano).

## Storia
La prima attestazione dell'insediamento risale al 1269 (dai registri angioini), ma l'agglomerato dovrebbe essere nato in epoca bizantina, quando esisteva la vicina abbazia di Santa Maria del Civo, posta sul triconfinio Melissano, Racale e Taviano. Il suo territorio fu interessato in epoca romana da alcuni insediamenti rurali, ma tracce ancora più antiche della presenza umana sono riconducibili alla presenza di una specchia databile all'età del bronzo.
Da un'epigrafe del XII secolo, posta nella chiesa madre di Racale e oggi scomparsa, si apprendeva che il casale di Melissano apparteneva, in epoca sveva, a Giordano Sicecte. Con l'avvento dei Normanni, il re Tancredi d'Altavila concesse il feudo a Niccolò Amendolia. Nel 1384 passò ai Della Ratta, ai quali succedettero nel 1491 i Del Balzo. Nel Cinquecento si avvicendarono i De Capua e i Brayda (1589). Dopo lo smembramento della contea di Alessano e del marchesato di Specchia, il casale fu venduto dai Trane ai De Franchis, marchesi di Taviano, che lo detennero sino al 1723, anno in cui passò sotto il controllo dei principi Caracciolo. I Caracciolo furono gli ultimi feudatari di Melissano (1806).
Con l'abolizione della feudalità e la creazione dei comuni, il borgo di Melissano, che contava solo 500 abitanti, fu aggregato al comune di Taviano. Nel 1850 un primo tentativo di richiesta per l'autonomia amministrativa fu rigettata per l'estrema miseria della popolazione. Il 1º gennaio 1885 la frazione fu staccata da Taviano e annessa al comune di Casarano, dal quale ottenne l'autonomia nel 1922. Dal 2003 si fregia del titolo di città.

### Simboli
Lo stemma e il gonfalone sono stati concessi con DPR del 7 dicembre 1958.
Stemma
Gonfalone

## Monumenti e luoghi d'interesse

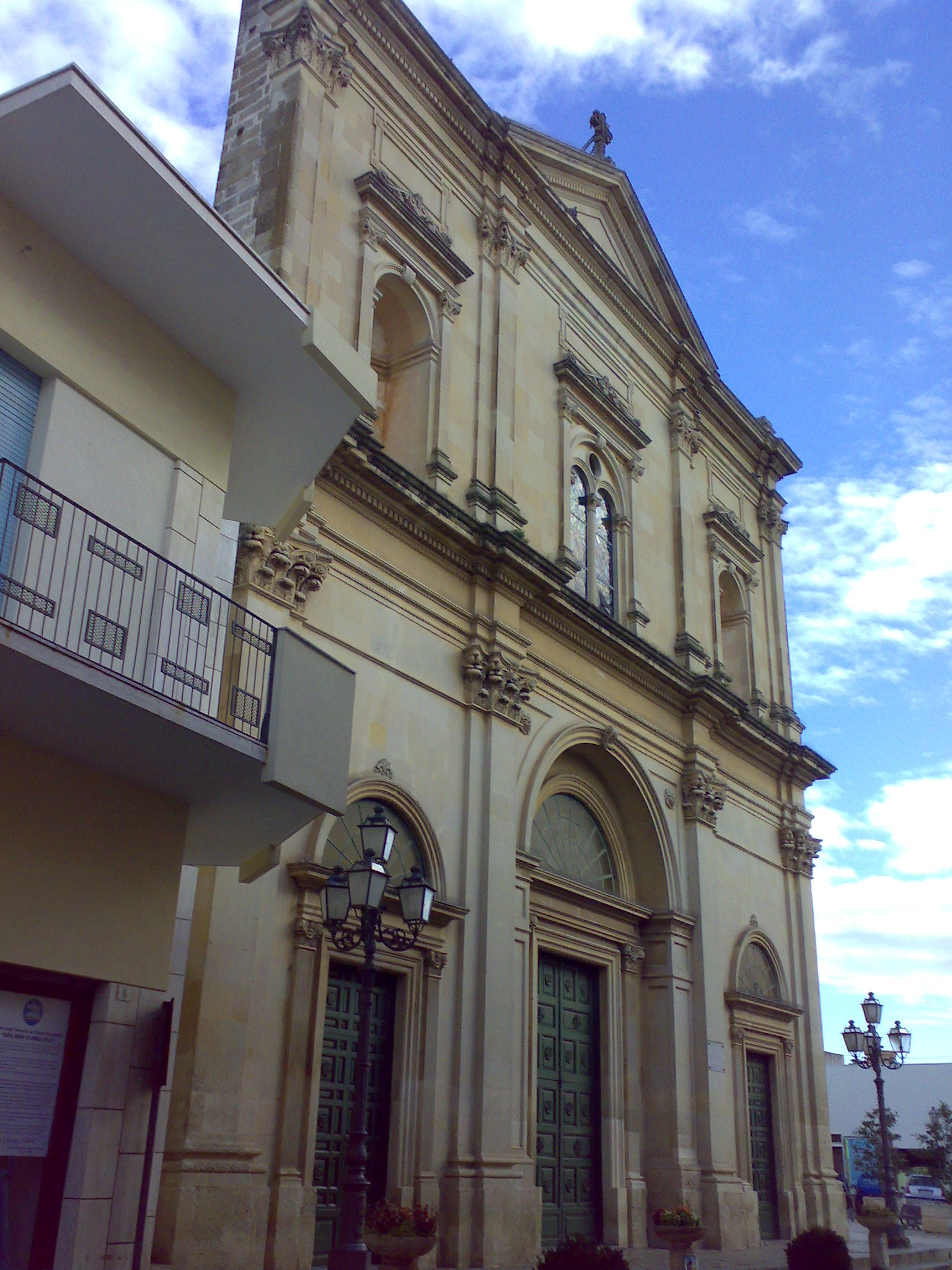
Chiesa madre

### Architetture religiose

#### Chiesa della Beata Vergine del Rosario
La chiesa della Beata Vergine del Rosario, attuale chiesa madre e sede dell'omonima parrocchia, fu costruita a partire dal 1885 e inaugurata l'8 febbraio 1902. Progettata dall'architetto leccese Ferdinando Campasena, presenta uno stile neorinascimentale e una pianta basilicale dalle linee cinquecentesche.
Il prospetto è interamente in pietra leccese costituito da due ordini separati da una spessa cornice aggettante. Il primo, scandito in tre zone da lesene terminanti con capitelli corinzi, ospita tre porte corrispondenti alla tre navate interne; il secondo, tripartito come il primo, è caratterizzato da una bifora centrale e da due nicchie laterali; il tutto termina con un frontone triangolare.
L'interno, a croce latina con tre navate e transetto, presenta una volta a stella e ospita sei altari intitolati alla Madonna del Carmelo, a san Giuseppe, alla Madonna del Rosario, nella navata destra, a san Vito, alla Deposizione di Gesù, a sant'Antonio di Padova, nella navata sinistra. Il presbiterio accoglie l'altare maggiore in marmo di Carrara, realizzato nel 1901, e un organo a canne del XVIII secolo proveniente dall'originaria chiesa parrocchiale. Dell'antico edificio si conserva anche una tela seicentesca e una statua settecentesca di sant'Antonio.

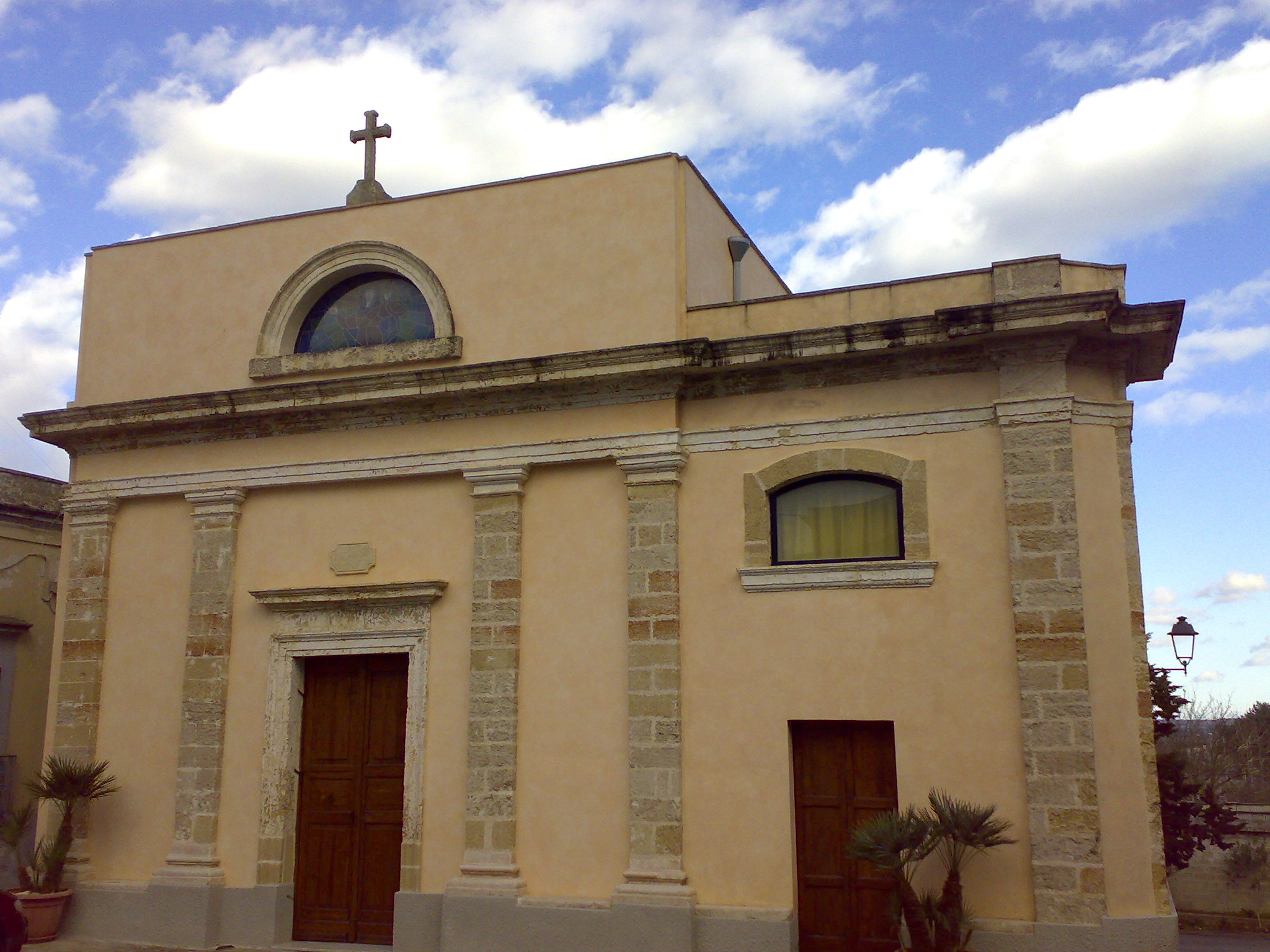
Chiesa dell'Immacolata

#### Chiesa dell'Immacolata
La chiesa dell'Immacolata risale alla seconda metà del XVII secolo e sorge sopra l'antica chiesa parrocchiale di san Pietro. Fu radicalmente rimaneggiata e ampliata nel corso dell'Ottocento con l'aggiunta della zona absidale, della navata destra e di una campata della navata principale che comportò l'abbattimento del prospetto seicentesco.
L'attuale facciata si presenta scarsamente elevata, con uno sviluppo orizzontale; il corpo principale è scandito da quattro lesene che sorreggono un cornicione sul quale si apre un finestrone semicircolare. L'interno, con copertura a stella, si compone di due navate fra di loro comunicanti con tre archi. La navata centrale termina nel presbiterio che ospita un marmoreo altare maggiore realizzato nel 1816; l'altare custodisce due tele raffiguranti l'Immacolata (XVIII secolo) e una Madonna col Bambino (XVIII secolo). Un modesto altare, dedicato alla Madonna del Carmelo, è posizionato nella navata laterale.

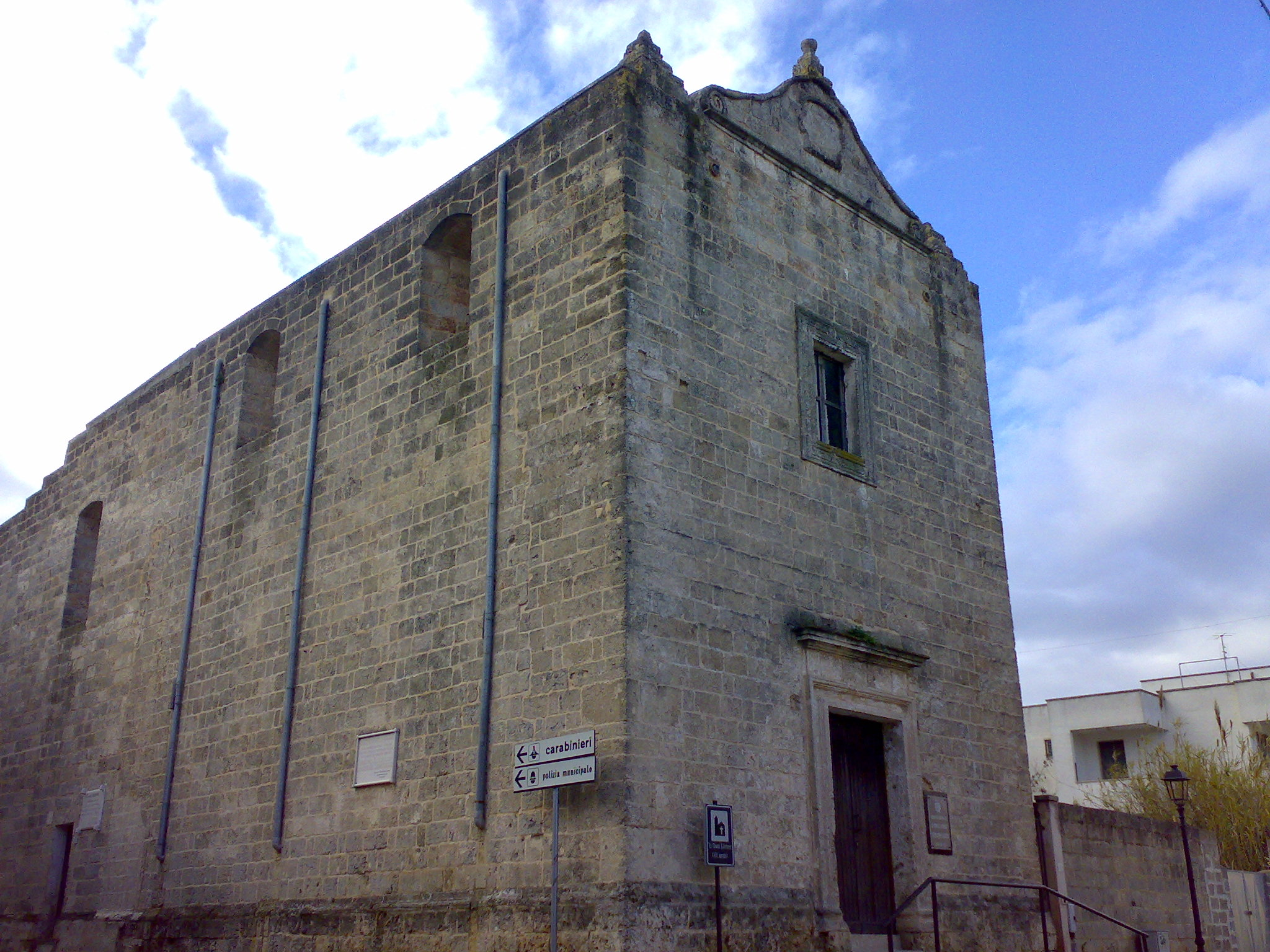
Ex chiesa di Sant'Antonio

La chiesa è ricca di statue conservate nelle relative nicchie: Madonna dei Fiori (manichino XVIII secolo), Addolorata (manichino XIX secolo), Immacolata (legno XVIII secolo), Madonna del Miracolo (legno XVIII secolo), Immacolata (cartapesta seconda metà XX secolo), San Vito (legno e cartapesta XVIII secolo).

#### Ex chiesa di Sant'Antonio
L'ex chiesa di Sant'Antonio, la cui prima attestazione risale al 1575, fu costruita a partire dal 1569 e sorgeva adiacente all'antichissima chiesa di san Nicola, oggi scomparsa e già allora ridotta in rudere. L'edificio, rimaneggiato una prima volta nel 1612 e successivamente nel 1778, fu interdetto al culto nel 1910. Attualmente è adibito a centro culturale.
Il prospetto è spoglio di qualsiasi decorazione ed è costituito da una piccola finestra centrale posta in asse con il portale d'ingresso, leggermente rialzato rispetto al piano stradale. L'interno, ad unica navata, termina con un presbiterio semicircolare ricoperto da una elegante volta a stella. Sui muri laterali, sono addossati cinque altari barocchi in pietra leccese decorati con sfarzose composizioni floreali e puttini a bassorilievo. Di rilevante pregio artistico sono gli altari intitolati alla Madonna del Rosario (1575) e a sant'Antonio da Padova, nonostante siano privi dell'originaria pala. Interessanti sono i resti di due affreschi, un Sant'Antonio e una Madonna col Bambino, posti sulla controfacciata e che fanno ipotizzare una datazione anteriore e un'orientazione diversa dell'edificio, con l'altare posto in prossimità dell'entrata.

#### Abbazia di Santa Maria del Civo
Quasi niente è rimasto di quella che era una delle più importanti abbazie italo-greche edificata fra l'XI-XII secolo. La sua prima attestazione risale al 1120 quando nella chiesa abbaziale fu sepolto Gilberto Siniscalco, figlio del conte normanno di Nardò. Dell'abbazia, caduta in commenda sul finire del XV secolo, rimase solo la chiesa dedicata all'Annunziata di cui, da un documento del 1714, si apprende che era costituita da un'unica navata con tre altari; il maggiore possedeva una tela raffigurante la Titolare mentre i due laterali erano dedicati a sant'Ignazio di Loyola e alla Madonna delle Grazie. Nella seconda metà del Novecento la chiesa si presentava semidistrutta e i pochi ruderi rimasti furono definitivamente abbattuti nel 1973. Oggi della struttura è possibile osservare solo alcune pietre e i resti di un'antica necropoli. Dalla tesi di laurea in topografia medievale di Stefano Cortese sono emerse tracce di frequentazione antropica che va dall'epoca eneolitica, sino all'età romana, per poi ospitare il monastero italo-greco.

#### Altre chiese
- Ex chiesa Madonna delle Grazie, fine XIX secolo
- Cappella di San Donato, 1947
- Chiesa Madonna tu Ndriolu, XVII secolo prende il nome dal fondo Andrioli in cui sorge[9].
- Edicola della Madonna della Pila
- Cappella della Cucuruzza, XVII secolo Cappella della masseria omonima.
- Cappella dei Coloni, XVII secolo Cappella della masseria omonima.
- Edicola di San Rocco, 1947
- Edicola della Madonna, 1950
- Chiesa di Gesù Redentore, 1997-2001

#### Palazzi
- Palazzo Ricchello, ora Monsellato (XV secolo)
- Palazzo Nassisi (Ricostruito nel XVII secolo su una preesistente struttura)
- Palazzo Santaloja (XIX secolo)
- Palazzo Fasano
- Palazzo Corvaglia (XVIII secolo)

#### Masserie
- Masseria Cuntinazzi (XV secolo)
- Masseria Cucuruzze (XVI secolo) Possiede un frantoio ipogeo del 1618 e una chiesetta.
- Masseria Li Coloni (XVII secolo)
- Masseria Li Buoi (XVIII secolo)
- Masseria Quarta (XIX secolo)

#### Frantoi ipogei
- Frantoio ipogeo "Li Curti" (XV secolo)

### Aree naturali

#### Laghetto Cellini
Il laghetto Cellini è un bacino di piccolissime dimensioni alimentato dalle acque sorgive della falda freatica. Occupa una superficie di 3.000 m² e presenta una profondità massima di tre metri. Il lago ospita una modesta varietà faunistica, costituita prevalentemente da rane e pesci rossi; in alcuni periodi dell'anno è meta di diverse specie di uccelli migratori che si stanziano temporaneamente sulle rive ricoperte da fitti canneti. L'area è situata a nord di Melissano, al confine con il feudo del comune di Taviano.

## Società

### Evoluzione demografica
Abitanti censiti

### Etnie e minoranze straniere
Al 31 dicembre 2017 a Melissano risultano residenti 105 cittadini stranieri. Le nazionalità principali sono:

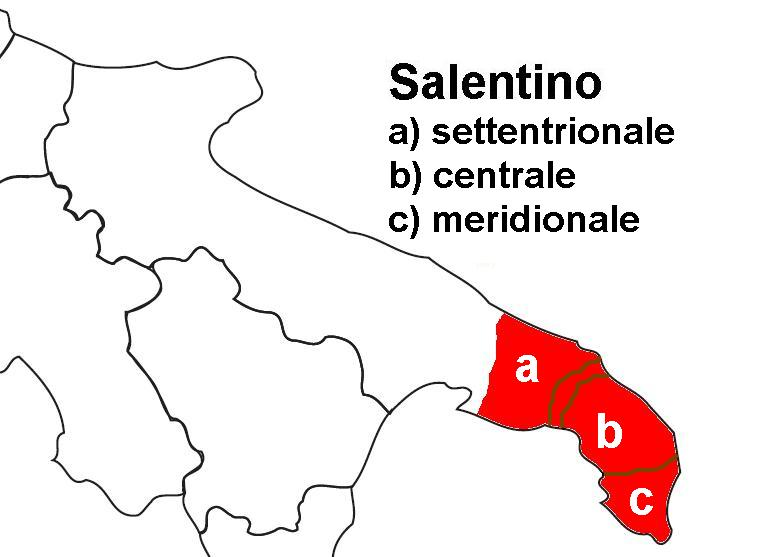
Diffusione del dialetto salentino

- Albania - 30
- Romania - 23
- Bulgaria - 22

### Lingue e dialetti
Il dialetto parlato a Melissano è il dialetto salentino nella sua variante meridionale. Il dialetto salentino si presenta carico di influenze riconducibili alle dominazioni e ai popoli stabilitisi in questi territori lungo i secoli: messapi, greci, romani, bizantini, longobardi, normanni, albanesi, francesi, spagnoli.

## Cultura

### Istruzione

#### Biblioteche
- Biblioteca Pubblica Comunale. Ospita una sezione libraria composta da oltre undicimila volumi, in parte provenienti dalla donazione Capoti, una sezione emeroteca e una postazione internet.

#### Scuole
Melissano è sede di un Istituto Comprensivo (infanzia, primaria, secondaria di I grado) e di una scuola dell'Infanzia privata.

## Economia
Il settore agricolo è caratterizzato da rilevanti produzioni di uva da vino e da tavola e il territorio rientra nell'area di produzione dell'olio di oliva DOP Terra d'Otranto. Sul territorio è presente una cantina cooperativa fondata nel 1940 in nome di re Vittorio Emanuele III.
Il comune è dotato di un'area industriale realizzata a nord del centro abitato in cui sono presenti aziende di piccole e medie dimensioni impegnate nei settori alimentare (produzione di vini e olii), tessile (calze), dell'abbigliamento e dei materiali da costruzione.

## Infrastrutture e trasporti

### Strade
I collegamenti stradali principali sono rappresentati da:
- Strada statale 274 (Santa Maria di Leuca - Gallipoli);
- Strada statale 101 (Gallipoli - Lecce);
- Strada Provinciale 68 Melissano-Taviano-Casarano-Racale;
- Strada Provinciale 203 Melissano-Felline;
- Strada Provinciale 206 Melissano-Ugento;
- Strada Provinciale 263 Melissano-Casarano.

### Ferrovie
La città è servita da una stazione ferroviaria posta sulla linea Casarano-Gallipoli delle Ferrovie del Sud Est.

## Amministrazione
Di seguito è presentata una tabella relativa alle amministrazioni che si sono succedute in questo comune.
| Periodo           | Periodo           | Primo cittadino       | Partito                                | Carica              | Note   |
| ----------------- | ----------------- | --------------------- | -------------------------------------- | ------------------- | ------ |
| 9 settembre 1985  | 26 giugno 1990    | Ferruccio Piscopiello | Partito Comunista Italiano             | Sindaco             | [ 12 ] |
| 26 giugno 1990    | 11 agosto 1992    | Salvatore Brandolino  | Democrazia Cristiana                   | Sindaco             | [ 12 ] |
| 16 dicembre 1992  | 5 giugno 1993     | Salvatore Nuzzachi    |                                        | Comm. pref.         | [ 12 ] |
| 5 giugno 1993     | 7 giugno 1993     | Claudio Sergi         |                                        | Comm. straordinario | [ 12 ] |
| 7 giugno 1993     | 23 settembre 1996 | Roberto Falconieri    | Partito Democratico della Sinistra     | Sindaco             | [ 12 ] |
| 24 settembre 1996 | 28 aprile 1997    | Angelo Sorino         |                                        | Comm. straordinario | [ 12 ] |
| 28 aprile 1997    | 14 maggio 2001    | Roberto Falconieri    | Partito Democratico della Sinistra     | Sindaco             | [ 12 ] |
| 14 maggio 2001    | 14 marzo 2005     | Sergio Macrì          | centro-sinistra                        | Sindaco             | [ 12 ] |
| 14 marzo 2005     | 30 maggio 2006    | Claudio Sergi         |                                        | Comm. straordinario | [ 12 ] |
| 30 maggio 2006    | 16 maggio 2011    | Roberto Falconieri    | Democratici                            | Sindaco             | [ 12 ] |
| 16 maggio 2011    | 6 giugno 2016     | Roberto Falconieri    | lista civica Democratici per Melissano | Sindaco             | [ 12 ] |
| 6 giugno 2016     | 3 ottobre 2021    | Alessandro Conte      | lista civica Insieme per Melissano     | Sindaco             | [ 12 ] |
| 4 ottobre 2021    | in carica         | Alessandro Conte      | lista civica Insieme per Melissano     | Sindaco             | [ 12 ] |

### Gemellaggi
- Ogrodzieniec dal 17 giugno 2000
- Verghereto dal 29 maggio 2007

## Sport
Lo sport è legato principalmente al calcio e alla pallavolo. La squadra di calcio di Melissano milita in Seconda Categoria. La squadra di pallavolo, denominata A. S. Volley Città di Melissano, milita in II Divisione.